# Municipio de Aquismón
El Municipio de Aquismón es uno de los 59 municipios en que se divide el estado mexicano de San Luis Potosí, localizado al oriente del estado en la Región Huasteca: su cabecera es la localidad de Aquismón.

## Geografía
Aquismón se encuentra localizado al sureste del territorio potosino en la Región Huasteca, sus coordenadas geográficas son 21° 28' - 22° 01' de latitud norte y 98° 57' - 99° 16' de longitud oeste, su territorio es accidentado, fluctuando la altitud entre un máximo de 1 600 y un mínimo de 20 metros sobre el nivel del mar; la extensión territorial total del municipio es de aproximadamente 796 km² que equivalen 1.30% de la extensión total del estado de San Luis Potosí.
Limita al este con los municipios de Tancanhuitz y Tanlajás; al noreste con el municipio de Ciudad Valles; al noroeste con el municipio de Tamasopo; al sur con el municipio de Xilitla; al sureste con el municipio de Huehuetlán, y al suroeste con el municipio de Jalpan de Serra, en el estado de Querétaro.

## Demografía
La población total del municipio de Aquismón es de 48 359 habitantes, lo que representa un crecimiento promedio de 0.20% anual en el período 2010-2020 sobre la base de los 47 423 habitantes registrados en el censo anterior. Al año 2020 la densidad del municipio era de 60,89 hab/km².
| Gráfica de evolución demográfica de Municipio de Aquismón entre 2000 y 2020 |
|                                                                             |
| Fuente: Instituto Nacional de Estadística Geografía e Informática           |

En el año 2010 estaba clasificado como un municipio de grado alto de vulnerabilidad social, con el 59.05% de su población en estado de pobreza extrema.
La población del municipio está mayoritariamente alfabetizada (22.96% de personas analfabetas al año 2010), con un grado de escolarización en torno de los 5.5 años. El 79.31% de la población se reconoce como indígena.
El 89.17% de la población profesa la religión católica. El 8.74% adhiere a las iglesias Protestantes, Evangélicas y Bíblicas.

### Localidades
Según el censo de 2010, la población del municipio se distribuía entre 173 localidades, de las cuales 141 eran pequeños núcleos urbanos de menos de 500 habitantes.
Las localidades con mayor número de habitantes y su evolución poblacional son:
| Localidad                     | Población 2010 | Población 2020 |
| Total Municipio               | 47 423         | 48 359         |
| Alitzé                        | 750            | 713            |
| Aquismón (Cabecera municipal) | 2127           | 2174           |
| Barrio la Cruz                | 753            | 820            |
| El Aguacate                   | 1117           | 1069           |
| El Jabalí                     | 626            | 623            |
| El Zopope                     | 1271           | 1328           |
| Jol mom                       | 728            | 733            |
| La Caldera                    | 893            | 1012           |
| Lanim                         | 652            | 617            |
| Linjá                         | 463            | 543            |
| Los Otates                    | 603            | 672            |
| Mantezulel                    | 520            | 557            |
| Múhuatl                       | 722            | 764            |
| Octujub o Campeche            | 621            | 773            |
| Paxaljá                       | 1062           | 1147           |
| Puhuitzé                      | 787            | 715            |
| Rancho Nuevo                  | 895            | 815            |
| San Isidro                    | 545            | 593            |
| San Pedro de las Anonas       | 1484           | 1284           |
| San Rafael Tamápatz           | 566            | 566            |
| Santa Bárbara                 | 700            | 886            |
| Tamápatz                      | 1004           | 991            |
| Tamcuem                       | 515            | 612            |
| Tamcuime                      | 2080           | 2284           |
| Tampate                       | 3359           | 3366           |
| Tampaxal                      | 868            | 883            |
| Tampemoche                    | 1868           | 1787           |
| Tanchachín                    | 896            | 968            |
| Tanchanaco                    | 975            | 978            |
| Tanute                        | 1424           | 1350           |

## Economía
Según los datos relevados en 2010, 8150 personas desarrollaban su actividad en el sector primario (agricultura, ganadería, aprovechamiento forestal, pesca y caza). Este sector concentraba la actividad de aproximadamente de mitad de las 14 780 personas que ese año formaban la población económicamente activa del municipio.
Según el número de unidades activas relevadas en 2019, los sectores más dinámicos son el comercio minorista, la prestación de servicios de alojamiento temporal y preparación de alimentos y bebidas, y en menor medida la elaboración de productos manufacturados.

## Educación y salud
En 2010, el municipio contaba con escuelas preescolares, primarias, secundarias, 10 escuelas de educación media (bachilleratos) y 40 escuelas primarias indígenas. Contaba con 18 unidades destinadas a la atención de la salud, con un total de 59 personas como personal médico.

El 36.9% de la población, (18 149 personas), no habían completado la educación básica, carencia social conocida como rezago educativo. El 26%, (12 779 personas) carecían de acceso a servicios de salud.

## Política
El gobierno del municipio de Aquismón le corresponte al Ayuntamiento que se encuentra formado por el presidente municipal, un síndico y el cabildo que lo forman cuatro regidores electos por mayoría y dos regidores electos por el principio de representación proporcional, todos son electos por voto popular, directo y secreto para un periodo de tres años no reelegibles de manera continua pero si para periodos alternados y entran a ejercer su cargo el día 1 de octubre siguiente a su elección.

### Representación legislativa
Para la elección de diputados locales al Congreso de San Luis Potosí y de diputados federales a la Cámara de Diputados, Aquismón se encuentra integrado en los siguientes distritos electorales:
Local:
- XIV Distrito Electoral Local de San Luis Potosí con cabecera en Tancanhuitz.[12]

Federal:
- VII Distrito Electoral Federal de San Luis Potosí con cabecera en la ciudad de Tamazunchale.[13]

### Presidentes municipales
- (1991 - 1992): Juan Barrios González PRI destituido por un consejo
- (1992 - 1993): Jose Cedillo Chavira PRI Interino
- (1993 - 1994): Teodoro Rubio Echavarría  PRI Interino
- (1994 - 1997): Efraín Rodríguez Gallegos PRI
- (1997 - 2000): Adán Barrios Compean  PRI
- (2000 - 2003): Eliseo Blanco Gallegos  PAN
- (2003 - 2006): Eugenio Márquez Fernández  PAN
- (2006 - 2009): José Antonio Martínez Guerrero PAN
- (2009 - 2012): Héctor López Balderas  PAN
- (2012 - 2015): Víctor Hugo Martínez Guerrero  PAN
- (2015 - 2018): Yolanda Josefina Cepeda Echavarria  PRI
- (2018 - 2021): Oscar Suárez Mendoza  PAN
- (2021 -  Actualmente): Cuahutémoc Balderas Yáñez PVEM